# Sergio Bernardini
Sergio Antonio Bernardini (Parigi, 7 maggio 1925 – Asti, 2 ottobre 1993) è stato un imprenditore, impresario teatrale e produttore televisivo italiano.

## Biografia

Concerto di Milva a Bussoladomani nel 1977

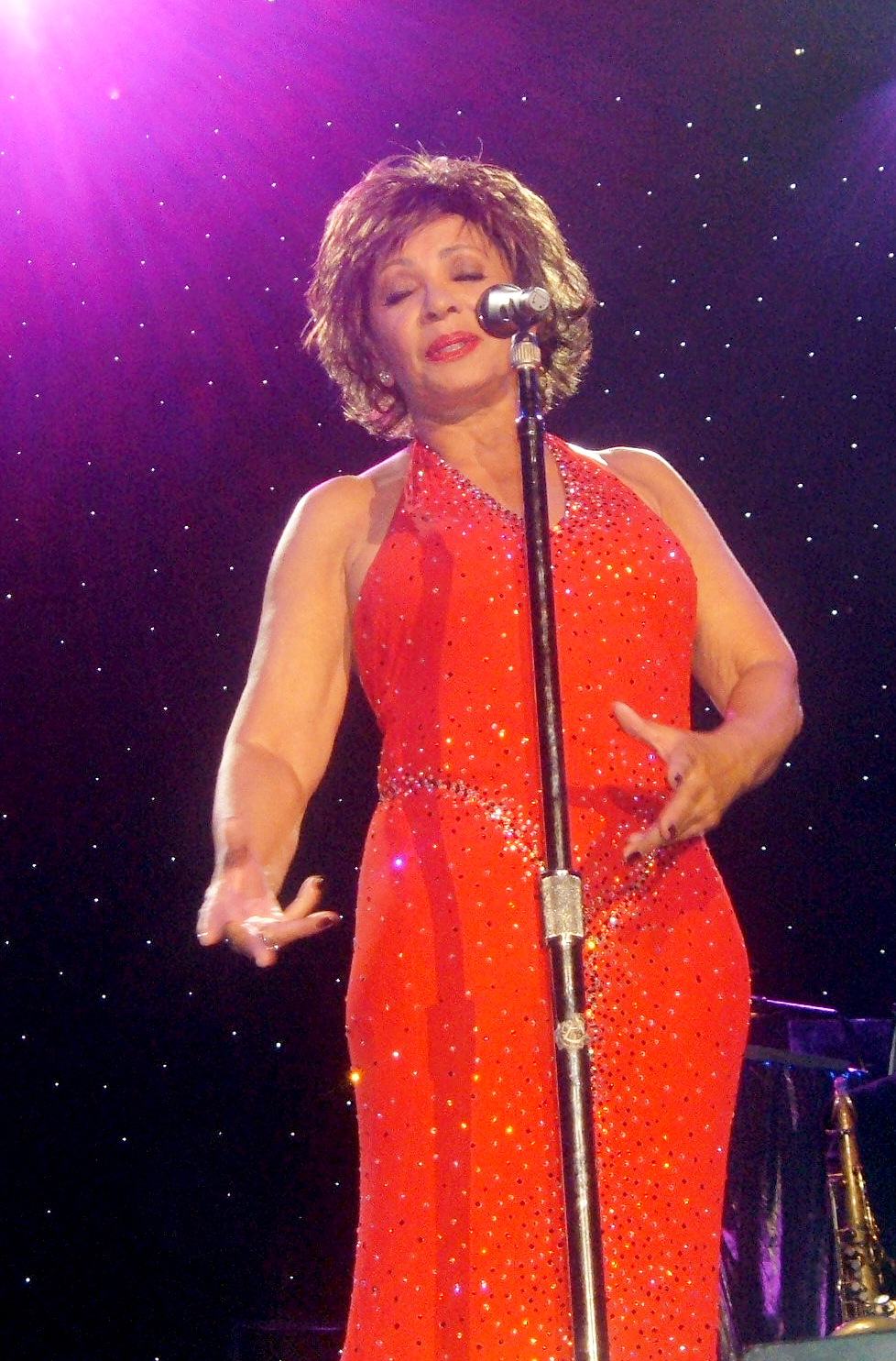
Shirley Bassey

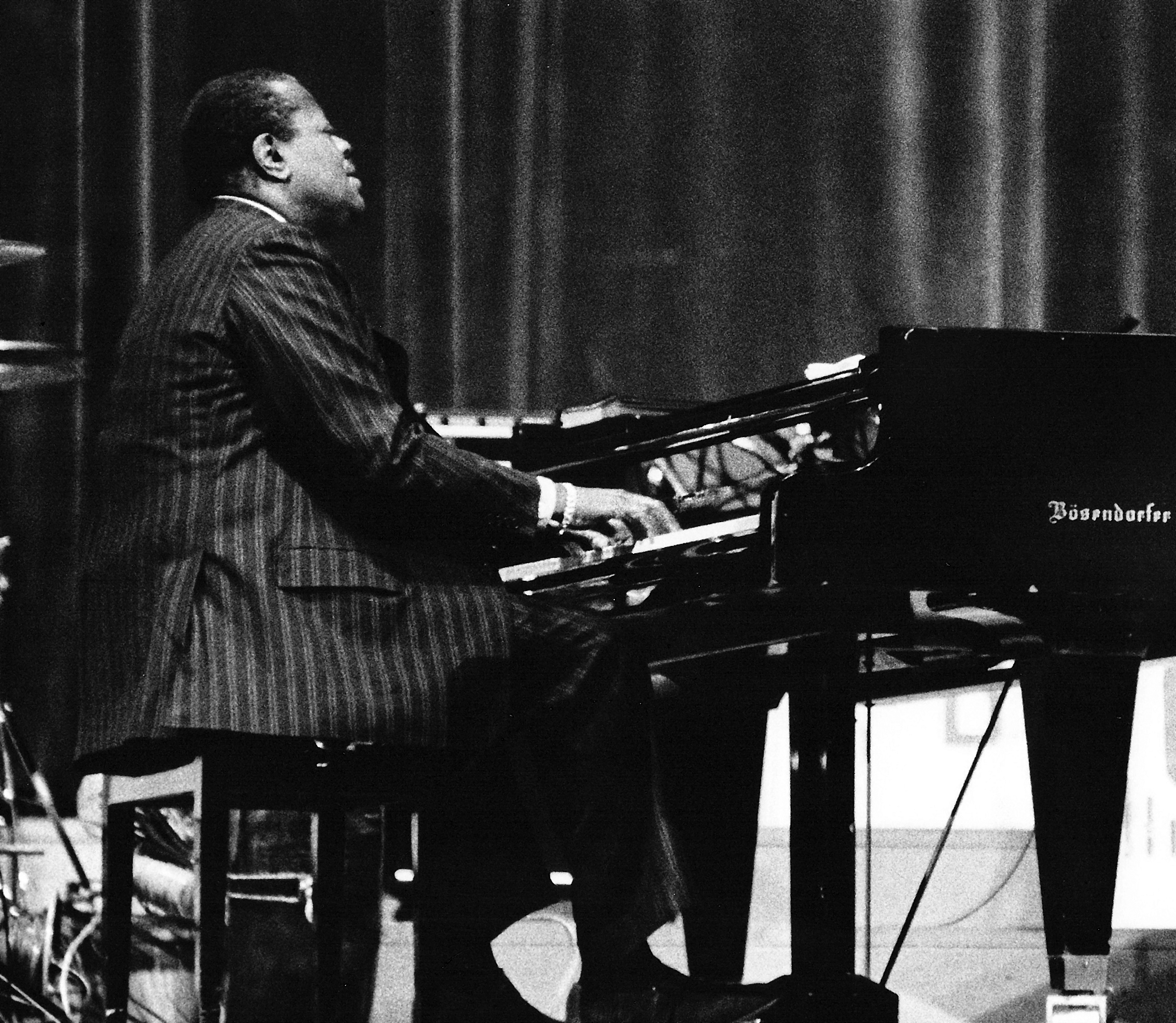
Oscar Peterson

Jane Russell

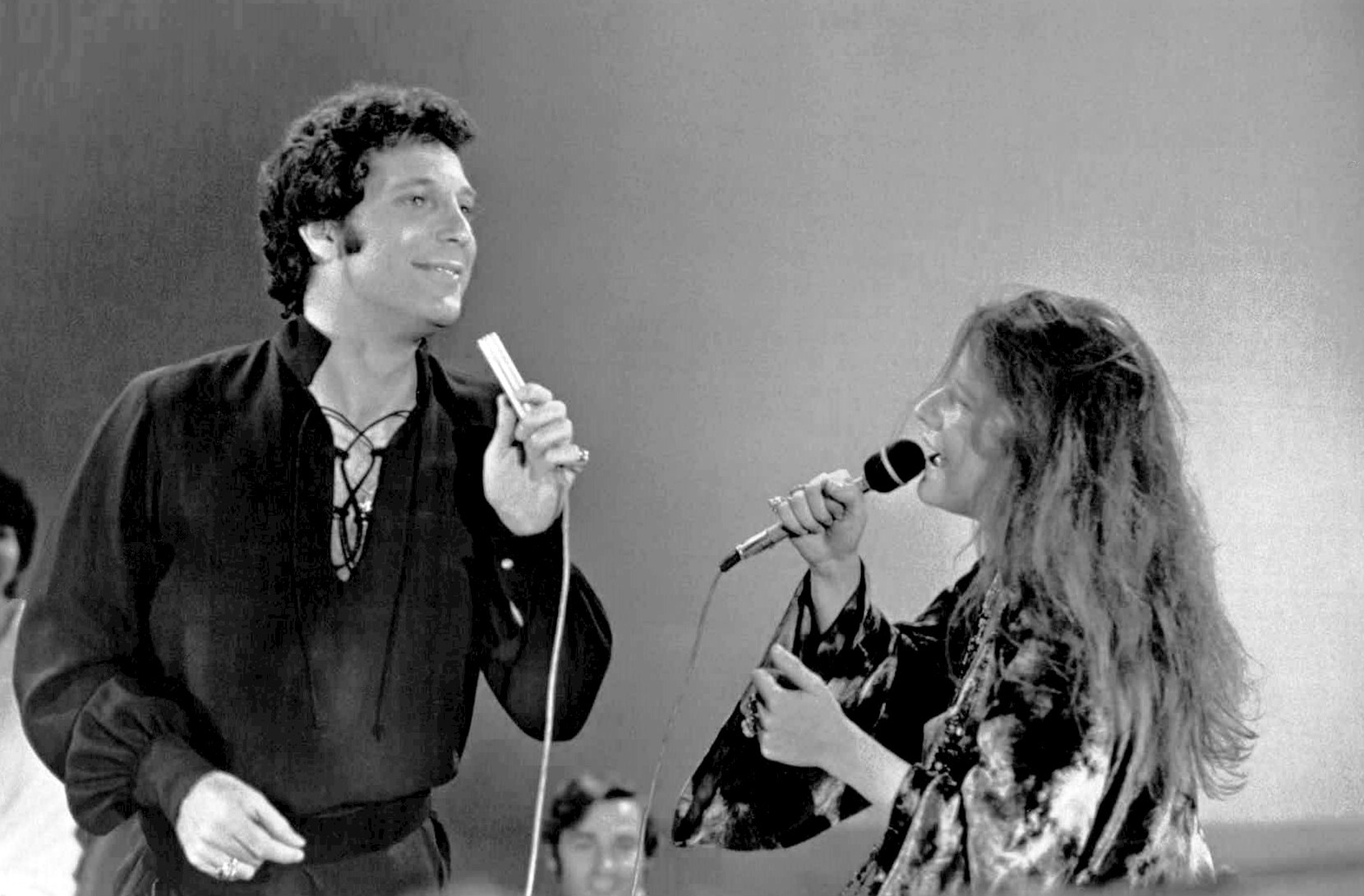
Tom Jones con Janis Joplin

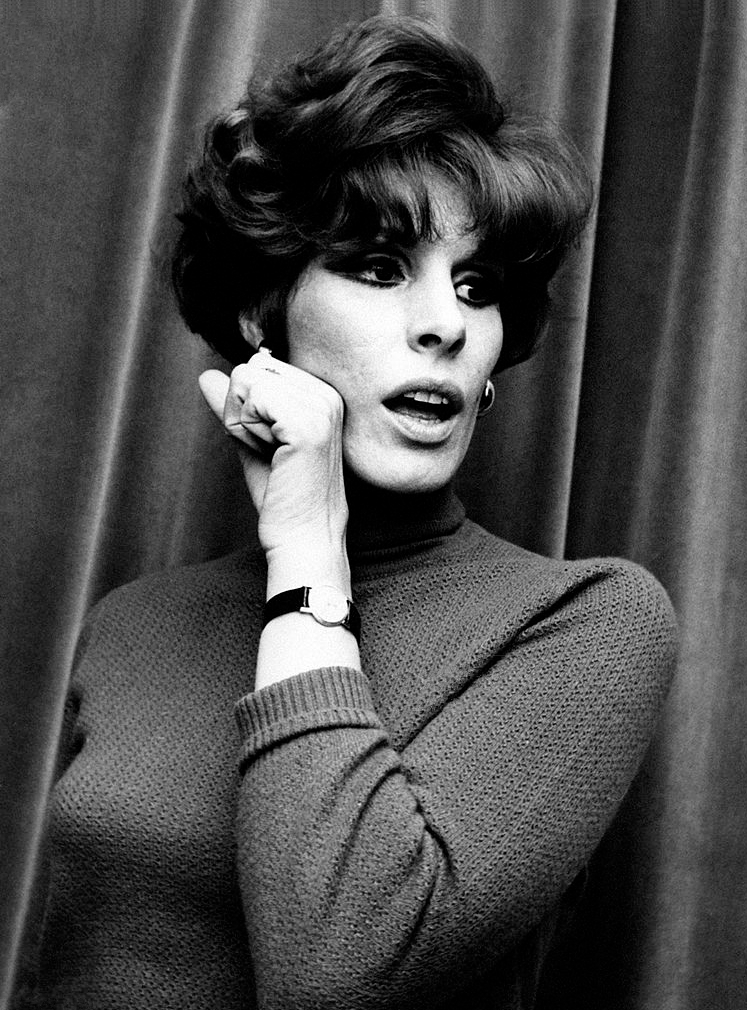
Ornella Vanoni

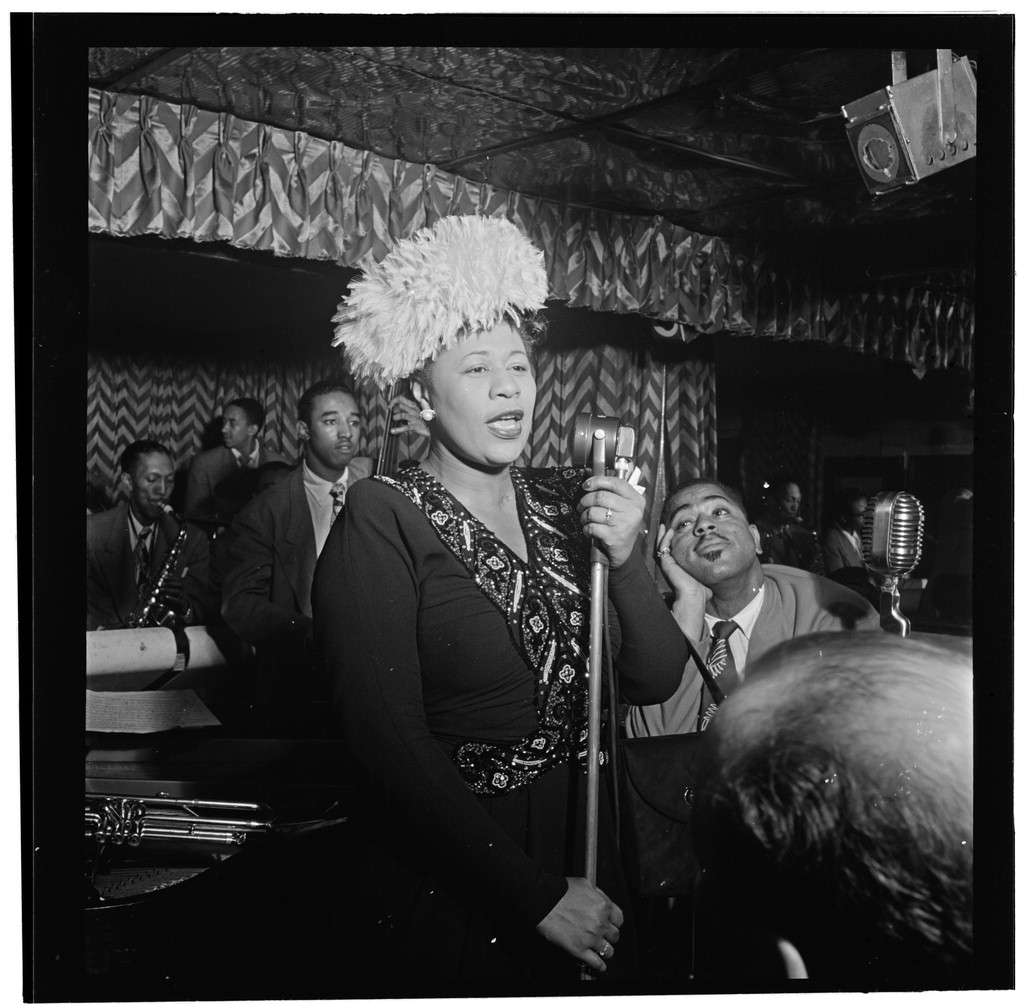
Ella Fitzgerald

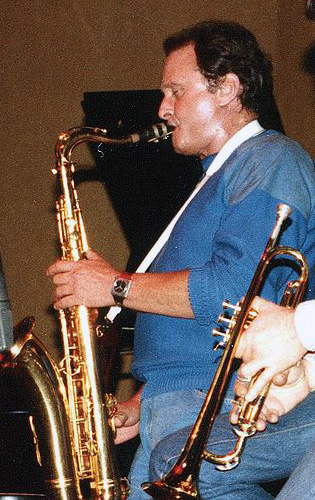
Stan Getz

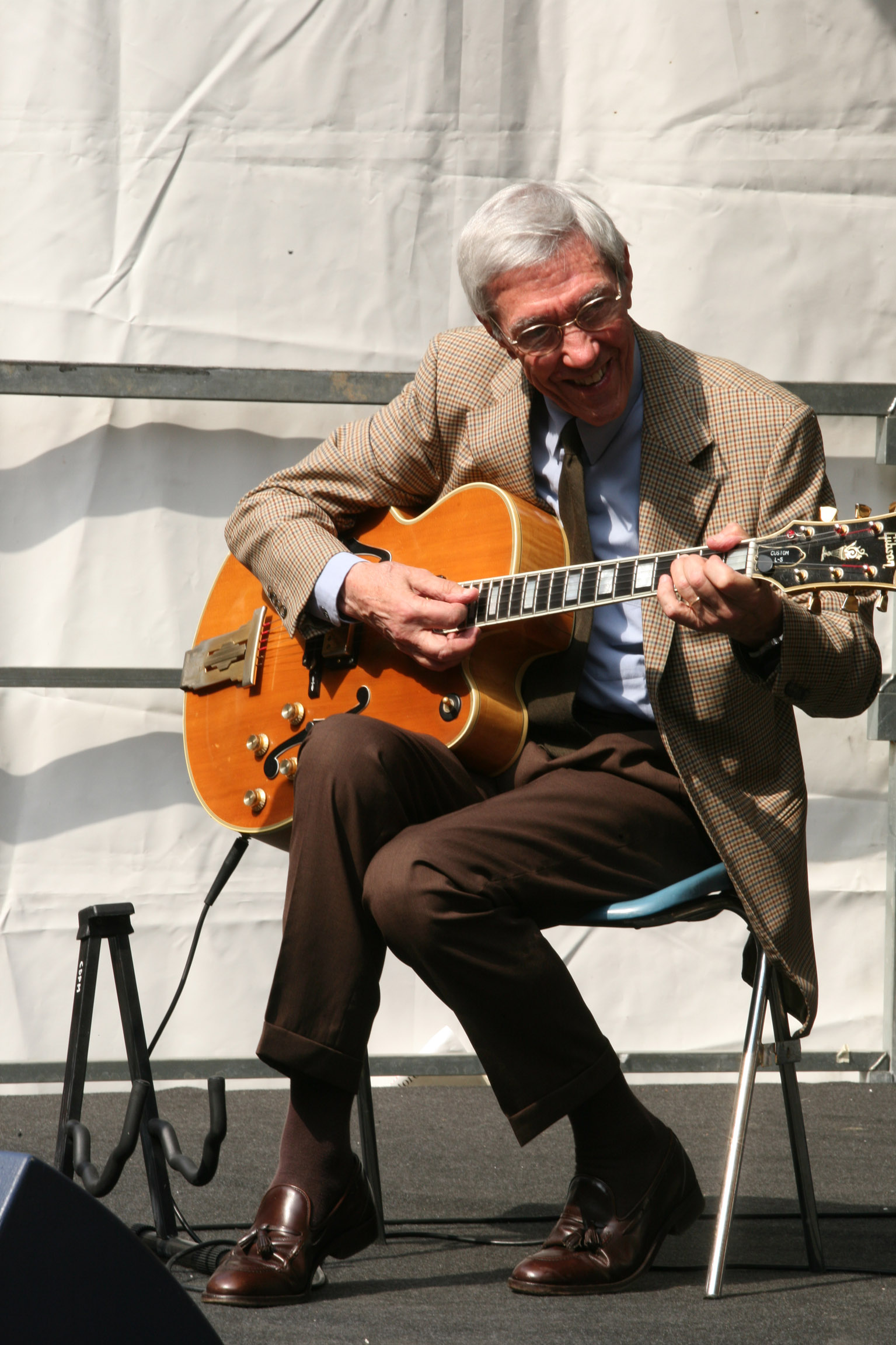
Franco Cerri

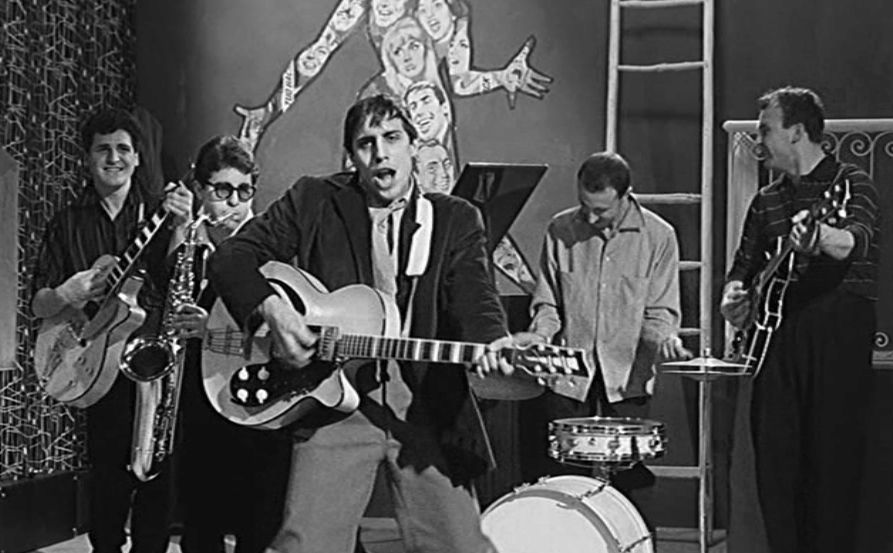
Adriano Celentano con I Ribelli

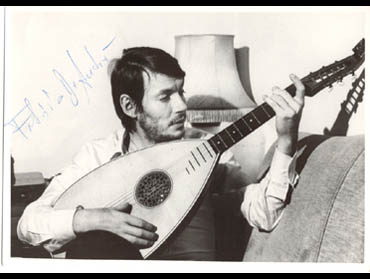
Fabrizio De André

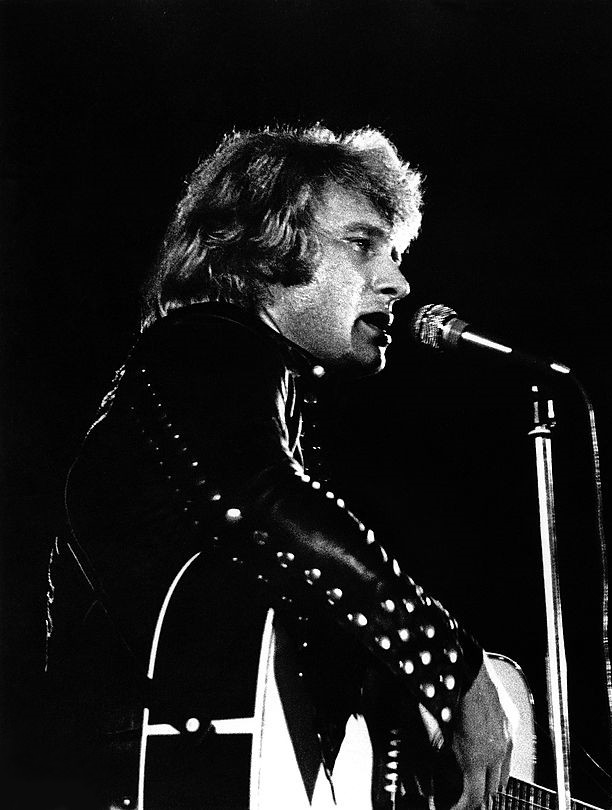
Johnny Hallyday

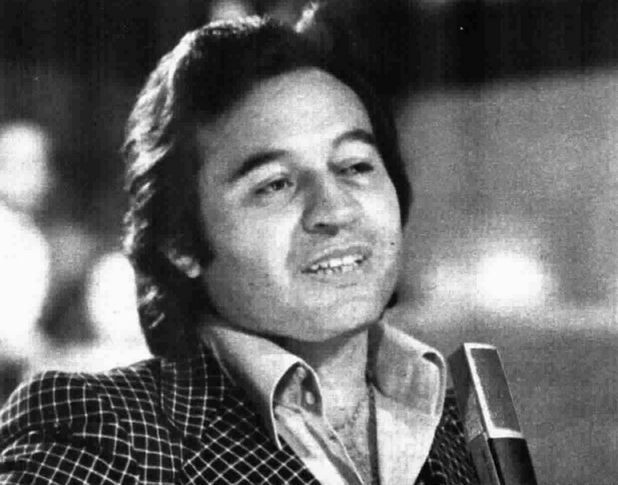
Fred Bongusto

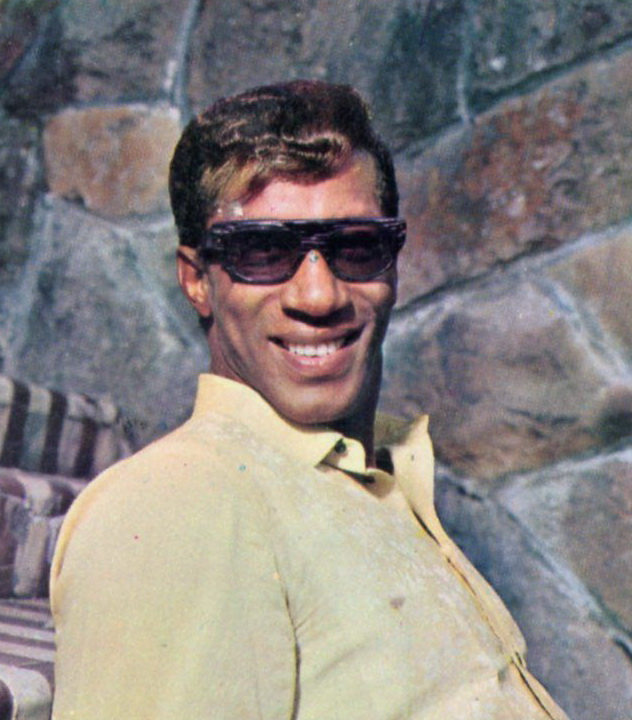
Rocky Roberts

Ha portato al successo internazionale, negli anni 1950, 1960, 1970, del night Bussola, locale che ha decisamente contribuito (ospitando anche i maggiori artisti del mondo dello spettacolo nazionale e internazionale, come: Frank Sinatra, Fabrizio De André, Mina, Adriano Celentano, Luciano Tajoli, Fred Bongusto, Milva, Peppino di Capri, The Platters, Ray Charles, Wilson Pickett, Tom Jones, Joséphine Baker, Shirley Bassey, Grace Jones ecc..) a far emergere la Riviera della Versilia come meta di vacanza di importanti personalità dello spettacolo.
Accanto alla Bussola, Bernardini diede vita anche al Bussolotto, locale per vip dedicato alla musica jazz in cui si esibirono più volte, tra gli altri, Romano Mussolini, Chet Baker, João Gilberto e Renato Sellani.

Bussoladomani: Mina durante il suo ultimo concerto dal vivo si esibisce nel 1978.

Un ulteriore slancio dell'impresario fu la realizzazione e l'organizzazione del tendone di Bussoladomani, che fu il primo teatro tenda in Italia: ospitava fino a 6.000 spettatori,sempre in Versilia, in cui si voleva portare un pubblico più giovane e più ampio rispetto alla tradizionale Bussola.
Fu Bernardini, dopo molte insistenze e offerte principesche, a riuscire a portare per la prima volta il cantautore Fabrizio De André a esibirsi dal vivo, concordando un tour di 100 concerti in Italia e all'estero, che partì da La Bussola il 16 marzo 1975. Memorabili, poi, furono le serate che Mina tenne per i suoi ultimi concerti d'addio alle scene, nell'estate del 1978. Negli anni a seguire Bernardini portò ad esibirsi nel tendone anche altre importanti artisti come Milva, Renato Zero e Gianna Nannini. Bernardini fu anche produttore televisivo, con la "Sergio Bernardini Production" realizzò diversi programmi per la Rai e per la Mediaset.
Bernardini è stato presidente della squadra calcistica del Pietrasanta. Ha fatto parte più volte della commissione selezionatrice del Festival di Sanremo.
Amava molto passare le sue poche ore libere giocando a carte con il suo fedele amico detto "Coppo" al bar "Stipino" a Pietrasanta.
Il Re della Bussola, è morto il 2 ottobre 1993, all'età di 68 anni, in un incidente stradale sull'Autostrada Torino-Piacenza all'altezza del comune di Baldichieri nei pressi di Asti a bordo della sua BMW 328, diretto a Torino per le nozze di un nipote. La vettura ha sbandato durante un sorpasso finendo ad alta velocità contro il guard rail.
Dato il suo importante contributo allo sviluppo della zona, e in sua memoria, l'amministrazione della Versilia ha voluto dedicare al celebre impresario un lungo "viale a mare" sito nel comune di Lido di Camaiore, al confine con Marina di Pietrasanta, nella quale si trova anche lì una piazza a lui dedicata, proprio nei pressi della Bussola. 

Nel 2023 è stato realizzato il docufilm La Bussola - Il collezionista di stelle di Andrea Soldani che ripercorre l'epopea della Bussola e di Sergio Bernardini. Il film è stato trasmesso in prima serata su Rai 3, il 21 giugno 2024. 

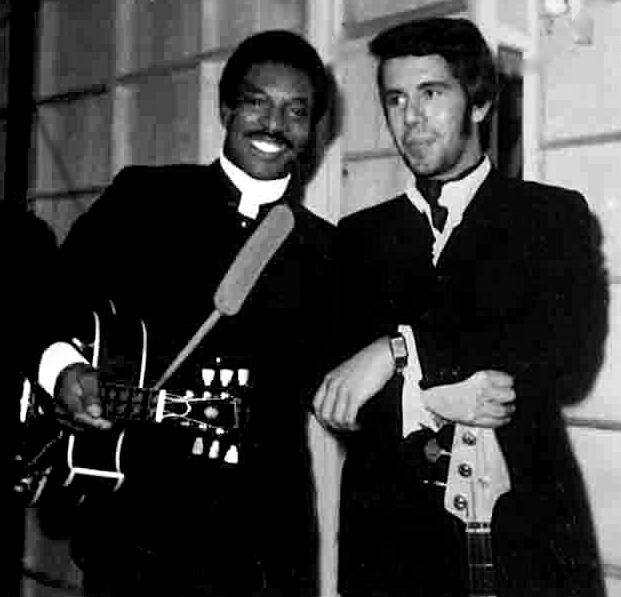
Wilson Pickett con Pino Presti

## Gli artisti che si sono esibiti alla Bussola dal 1955 al 1975
Frank Sinatra non si è mai esibito alla Bussola come erroneamente scritto  più  sotto.
- Ray Charles
- Octopus
- Ottavia Piccolo
- Ricky Gianco
- Wilson Pickett
- Pilade
- Gino Santercole
- Don Backy
- Loretta Goggi
- Pino Presti
- Elsa Quarta
- Memo Remigi
- Tony Renis
- Luciano Rondinella
- Johnny Sax
- Frank Sinatra
- Sammy Davis Jr.
- Sonny and Cher
- Luciano Taioli
- Teddy Reno
- Luigi Tenco
- Tihm
- Achille Togliani
- Cino Tortorella
- Claudio Villa
- Carmen Villani
- Harlem Globetrotters
- Claude Marchand
- Holidays on Ice
- Ornella Vanoni
- Riccardo Rauchi
- Rocky Roberts
- I Gatti Rossi
- Knockouts
- Peters Sisters
- Norman Davis Ballet
- Umberto Rodrigues
- Isabella Biagini
- Paolo Ferrari
- Luisella Boni
- Alvin Valentino
- Brooks O’Dell
- Mac Ronay
- Gino Bramieri
- Corrado
- Franco Lotti
- Tony Stella
- Gustavo Palumbo
- Dora Musumeci
- Gastone Parigi
- Gianni Armand
- Giampiero Boneschi
- Luciano Fineschi
- Armandino
- Elio Mauro
- Peter Van Wood
- William Galassini
- Les Chakachas
- Henry Wright
- I 4 Assi
- Bruno Martino
- Bruno Quirinetta
- I Campanino
- I Brutos
- Quartetto Caravels
- Renato Carosone
- Marino Marini
- Marino Barreto Jr.
- The Four Saints
- I Latins
- I Ragazzi della via Gluck
- I Delfini
- Chris and Stroke
- Fred Buscaglione
- I Domodossola
- Paolo Zavallone
- Bob Azzam
- Fred Bongusto
- Gli Scooters
- Il quartetto di Lucca
- Peppino Di Capri
- Ciro
- Seconda Roman New Orleans Jazz Band
- I Valiom's
- Xavier Cugat e Abbe Lane
- Sandie Shaw
- Les Surfs
- The Platters
- Los Hermanos Rigual
- Neil Sedaka
- Gene Pitney
- Henri Salvador
- Helmut Zacharias
- Alberto Sordi
- Nunzio Rotondo
- Jula de Palma
- Nilla Pizzi
- Cinico Angelini
- Francesco Ferrari
- Renato Rascel
- Nini Rosso
- Luciano Salce
- Paolo Panelli
- Lelio Luttazzi
- Raimondo Vianello
- Ugo Tognazzi
- Milly
- Gina Lollobrigida
- Sophia Loren
- Rino Salviati
- Tom Jones
- Renato Sellani
- Frankie Avalon
- Giorgio Gaber
- Flo Sandon's
- Chubby Checker
- I Gufi
- João Gilberto
- Arnoldo Foà
- Raffaella Carrà
- Dario Fo
- Franca Rame
- Giorgio Albertazzi
- Tino Buazzelli
- Gemelle Kessler
- Claude François
- Marisa Sannia
- Four Freshmen
- Julie Driscoll
- Baker Sisters
- Antoine
- Christophe
- Ray Anthony
- Carl Holmes
- Roberto Carlos
- Four Angels
- Johnny Ray
- Frankie Laine
- Don Lurio
- Georges Moustaki
- Patty Pravo
- Rita Pavone
- Riccardo Del Turco
- Nino Ferrer
- Brian Auger
- Dalida
- Sacha Distel
- Lucio Dalla
- Lola Falana
- Walter Chiari
- Chico Buarque
- Cochi e Renato
- Brasiliana
- Pino Caruso
- Balmoreal Dancers
- Gianni Pettenati
- The Rokes
- Johnny Dorelli
- Enrico Simonetti
- Fausto Leali
- Marisa Matarazzo
- Al Bano
- Felice Andreasi
- Oreste Lionello
- Enzo Jannacci
- Elza Soares
- Caterina Caselli
- Gianni Morandi
- Richard Anthony
- Aldo Fabrizi
- The Minstrels
- Franco Nebbia
- Timi Yuro
- Lucio Battisti
- Paul Anka
- Hair
- Mino Reitano
- Enrico Montesano
- Johnny Mathis
- Nicola Arigliano
- Carla Boni
- Gino Latilla
- Ray Martino
- Maria Grazia Buccella
- Corrado Lojacono
- Gene Colonnello
- Eddie Calvert
- Ico Cerruti
- Eddie Caruso
- Fausto Cigliano
- Petula Clark
- Betty Curtis
- Peppino Gagliardi
- Mauro DI Giglio
- Eartha Kitt
- Equipe 84
- Gigliola Cinquetti
- Jimmy Fontana
- Four Kents
- Connie Francis
- Wilma Goich
- Edoardo Vianello
- Françoise Hardy
- Enrico Intra
- Los Paraguayos
- Edoardo Lucchina
- Augusto Martelli
- Miranda Martino
- Gianni Mascolo
- Cocky Mazzetti
- Lara Saint Paul
- Claudia Mori
- Roberto Murolo
- Pooh
- I Camaleonti
- I Guitarmen
- Carlo Danova
- I Principi
- Piergiorgio Farina
- Pier Filippi
- The Cousins
- Formula 3
- Patrick Samson
- Piranas
- The Casuals
- Dik Dik
- The Players
- Augusto Righetti
- Natalino Otto
- Caterina Valente
- Joe Frazier
- Chet Baker
- Antonella Steni
- Elio Pandolfi
- Salvatore Adamo
- Tony Dallara
- Tony Del Monaco
- Alain Barrière
- Franco Franchi
- Ciccio Ingrassia
- Zizi Jeanmaire
- I Giganti
- Antonio Gades
- Eleanor Powell
- Helen Merrill
- Donovan
- Benny Goodman
- Charles Aznavour
- Sylvie Vartan
- Johnny Halliday
- Juliette Gréco
- Adriano Celentano
- Little Tony
- Renzo Arbore
- Bobby Solo
- Shirley Bassey
- Joséphine Baker
- Alighiero Noschese
- Massimo Ranieri
- Umberto Bindi
- Gino Paoli
- Sergio Endrigo
- Aretha Franklin
- Miriam Makeba
- Nina Simone
- Odetta
- Louis Armstrong
- Mireille Mathieu
- Gilbert Bécaud
- Duke Ellington
- Mina
- Minnie Minoprio
- Vittorio Gassman
- Annette Strøyberg
- Jovita Luna
- The Skating Bredos
- Nico Fidenco
- Romano Mussolini
- Jean-Claude Pascal
- Monic Mombar
- Mike Bongiorno
- Pippo Baudo
- Adriana Serra
- Paolo Villaggio
- Nino Taranto
- Nicoletta Orsomando
- Lino Toffolo
- Mariolina Cannuli
- Mascia Cantoni
- Gene Kelly
- Gianni Meccia
- Carlo Loffredo
- Oscar Peterson
- Quartetto Lov Ley
- Stan Getz
- Roy Eldridge
- Carlos Ramírez
- I Doxa Ice Show
- Carlo Dapporto
- André Canas
- Dino Piana
- Gianni Basso
- Oscar Valdambrini
- Glauco Masetti
- Paul Steffen
- Dancer Helen Greaves
- Balletto Imperiale Giapponese
- Milva
- Alberto Lupo
- Umberto Orsini
- Enzo Cerusico
- Olga Karlathos
- Vana Veroutis
- Igal Shamir
- Iva Zanicchi
- Amália Rodrigues
- Dionne Warwick
- The Folk Studio Singers
- Quartetto Cetra
- Domenico Modugno
- Nada
- Jack Hammer
- Mario Gangi
- Ghigo De Chiara
- Alvaro Alvisi
- Alida Chelli
- Charley Ballett
- Enzo Garinei
- Carlo Esposito
- Toni Ucci
- Les Charlives
- Jenny And Louis
- The New Two
- Delia Scala
- Jerry Lewis
- The Little Angels
- Giustino Durano
- Dodo D’Hambourg
- Lily Niagara
- Liam Marelly
- Tessa Durankine
- Rapha Temporel
- Jane Russell
- Marlene Dietrich
- Ginger Rogers
- Ella Fitzgerald
- Fabrizio De André
- Emilio Pericoli
- Gil Cuppini
- Nunzio Rotondo
- Franco Cerri
- Big John Taylor
- Johnny Mangano
- Block Busters
- Benny Joy
- Fraternity Bross
- Ray Scott
- The Floirs
- Lars Gullin
- Carlo Dapporto
- Nicola Arigliano
- Linda Hayes
- Maurizio Arena
- Cozy Cole
- Ray Brown
- Eddie Davis
- The Ocelot